# Esfandyar

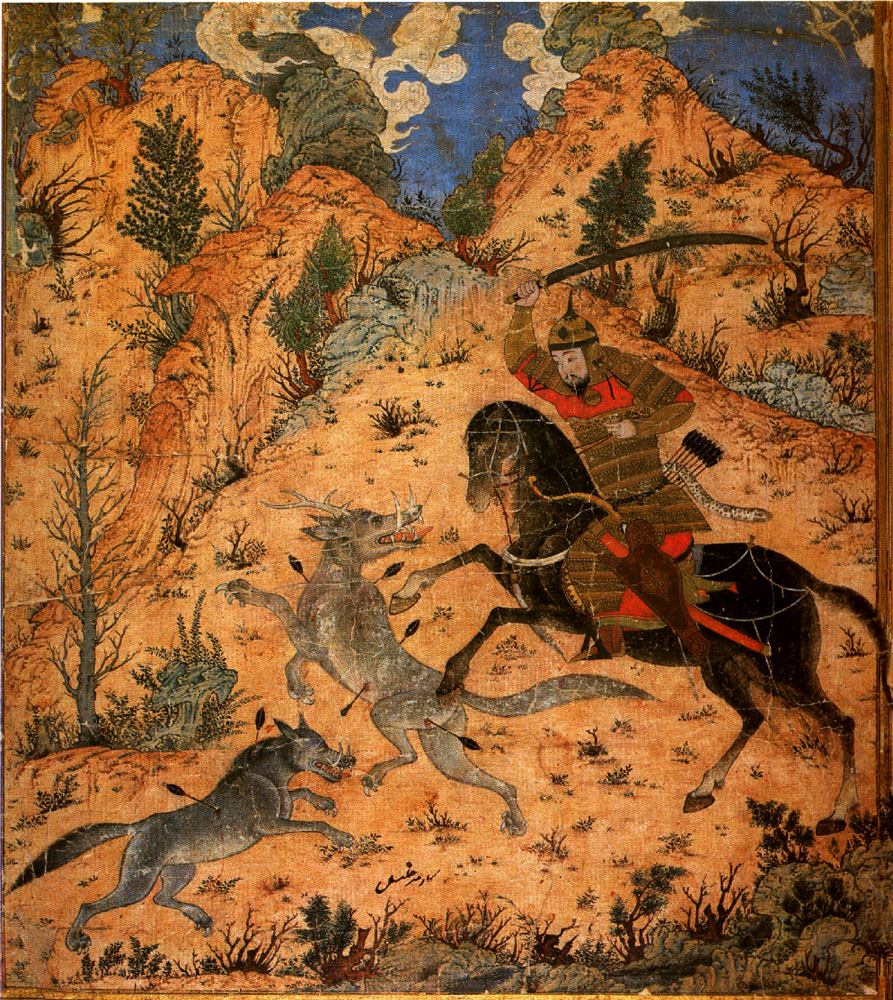
Esfandyar vecht met wolven

Esfandyar ook wel gespeld als Esfandiar (Perzisch: اسفندیار) is een Perzische held die voorkomt in de Sjahnama van Ferdowsi uit de 10e eeuw. Hij is beroemd om zijn strijd met de held Rostam, waarin hij tragisch ten onder gaat.
Esfandyar is de zoon van Goshtasp (Vishtaspa), de sjah van Perzië (Iran) en zijn vrouw Katayun. Goshtasp is de zoon van Lohrasp, die de kroon overhandigd kreeg van Kay Khosrow (Kayxosrew). Orandshah was de vader van Lohrasp en die stamde af van de Kayaniden. Katayun stamde via de keizer ('Caesar') van Rum af van Salm en Fereidoen. Bahman Ardeshir, Nushazar en Mehrnush waren Esfandyars zonen. Volgens de Shahnameh was Darab de zoon van Bahman Ardeshir (Artaxerxes I). Zowel Sekander (Alexander de Grote) als Dara (Darius III) zouden volgens de Shanameh, bij verschillende moeders, zonen van Darab zijn.
Goshtasp wil zijn kroon niet kwijt aan zijn zoon Esfandyar. Telkens geeft hij hem taken: koning Arjasp doden, zijn zusters Beh Afarid en Homay bevrijden, het nieuwe geloof van zoroastrisme promoten. Arjasp had Esfandyars grootvader Lohrasp gedood. Door laster van Gorazm was Esfandyar in de gevangenis beland. Jamasp, de raadgever van de sjah, bevrijdde hem echter en toen maakte Esfandyar een einde aan het leven van Arjasp. Esfandyar had al zeven beproevingen ondergaan. Maar nu geeft zijn vader hem de opdracht Rostam, de zoon van de magiër Zal, geketend voor zijn troon te brengen. Rostam woonde in Zabolestan, aan de andere zijde van de rivier Hirmand. Rostam had volgens Goshtasp het nieuwe koningshuis nog niet de gepaste eer bewezen. Maar Rostam was er de man niet naar om zich door ketens te laten binden. Rostam was al eeuwenlang de beschermer en kampioen van Iran en was inmiddels zeshonderd jaar!

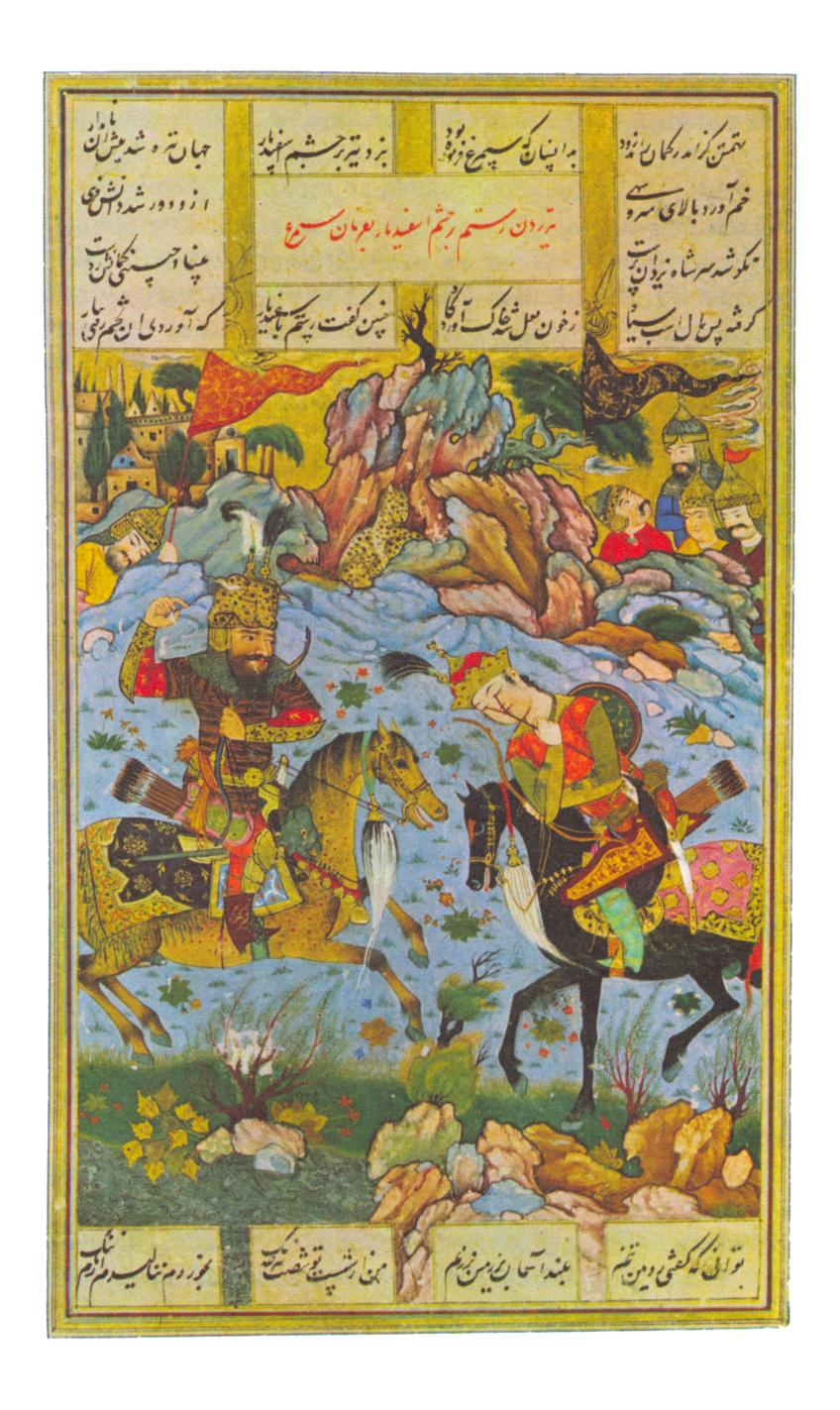
Rostam doodt Esfandyar

Esfandyar reist tegen zijn wil naar Rostam en slaat zijn kamp op bij de rivier Hirmand. Op uitnodiging van Esfandyars zoon Bahman Ardeshir, verschijnt Rostam. Hij zou voor het diner worden uitgenodigd, maar Esfandyar ziet daar toch van af. De volgende dag komt Rostam en na pogingen om tot een vredige oplossing te komen, wordt besloten tot een tweekamp. De dag daarop vindt die plaats, alle wapens worden gebruikt: lans, zwaard, knuppel en ten slotte de pijl-en-boog. Rostam kan Esfandyar niet raken door zijn harnas, maar Esfandyar schiet acht pijlen met diamanten punten in Rostams lichaam en ook Rakhsh, Rostams roemrijke ros, wordt doorzeefd. Rostam moet afstijgen en dodelijk gewond naar zijn kasteel terugkeren. 's Nachts gaat Rostam met zijn vader Zal naar een hoge bergtop om er vuur te ontsteken en een veer van de vogel Simurgh te branden. Zal was opgegroeid in het nest van de Simurgh en had bij het afscheid twee veren meegekregen. De eerste veer was gebruikt voor een goede bevalling bij Rostams geboorte. Nu zou de tweede veer Rostams leven redden. De Simurgh verscheen en plukte met zijn snavel de pijlpunten uit zowel Rostam als Rakhsh. Met zijn veren genas hij de wonden. De Simurgh nam Rostam mee naar de kust en toonde hem een bijzondere tamarisk. Uit een tak van de boom sneed Rostam een pijl, die hij later in wijn doopte. Gewapend met deze pijl verscheen Rostam de volgende dag tegenover Esfandyar. Na de laatste pogingen om tot een vreedzame oplossing te komen, werd de strijd hervat. Esfandyar werd in het oog geraakt en stierf weldra. Hij vroeg of zijn zoon Bahman Ardeshir door Rostam opgevoed mocht worden, waarin Rostam toestemde. Zijn laatste woorden waren: 'Wat Jamasp betreft [de adviseur van zijn vader], moge zijn vervloekte naam vergaan, en moge hij in schaamte verschrompelen' en 'Ik ben verwoest door mijn vader Goshtasp'.